# The Business of Strangers
The Business of Strangers (Negócio de Estranhos (título em Portugal) ou Negócio entre Estranhos (título no Brasil)) é um filme independente de drama e suspense lançado em 2001. Foi escrito e dirigido por Patrick Stettner e protagonizado por Stockard Channing, Julia Stiles e Fred Weller.

## Sinopse
Julie é uma executiva dedicada que está certa de sua demissão ao ser convocada a uma viagem por seu chefe. Quando sua recém-contratada secretária Paula chega atrasada a uma reunião, Julie desconta todas as suas frustrações e ansiedades na funcionária e a demite. Ao descobrir que foi na verdade promovida, Julie procura reparar seu erro com Paula ao encontrá-la no bar do hotel onde estão hospedadas. As duas criam rapidamente uma conexão, afiada por diálogos ácidos e observações sagazes de Paula, até que um homem que cruza o caminho de ambas leva a amizade a outro nível. As duas tornam-se cúmplices de um plano de vingança feminista que a qualquer momento ameaça fugir do controle.

## Elenco
- Stockard Channing como Julie Styron
- Julia Stiles como Paula Murphy
- Fred Weller como Nick Harris
- Mary Testa como Recepcionista
- Jack Hallett como Senhor Fostwick
- Marcus Giamatti como Robert
- Buddy Fitzpatrick como Garçom
- Salem Ludwig como Homem na piscina
- Shelagh Ratner como Locutora do aeroporto
- Tony Devon como Bartender

## Prêmios e indicações
2001
- Deauville Film Festival: "Grand Special Prize" (Patrick Stettner; indicado)
- Festival Sundance de Cinema: "Grand Jury Prize Dramatic" (Patrick Stettner; indicado)
- San Francisco International Film Festival: "SKYY Prize" (Patrick Stettner; venceu)
- Stockholm International Film Festival: "Bronze Horse" (Patrick Stettner; indicado)

2002
- AFI Awards (USA): "AFI Actor of the Year - Female - Movies" (Stockard Channing; indicada)
- Golden Trailer Awards: "Golden Fleece" (The Business of Strangers; venceu)
- London Film Critics' Circle: "Melhor Atriz do Ano" (Stockard Channing; venceu)
- Paris Film Festival: "Special Jury Prize" (Patrick Stettner; venceu)
- Paris Film Festival: "Grand Prix" (Patrick Stettner; indicado)
- Satellite Awards: "Best Performance by an Actress in a Supporting Role, Drama" (Julia Stiles; indicada)